# Projectoscope
 (février 2024).
Si vous disposez d'ouvrages ou d'articles de référence ou si vous connaissez des sites web de qualité traitant du thème abordé ici, merci de compléter l'article en donnant les références utiles à sa vérifiabilité et en les liant à la section « Notes et références ».

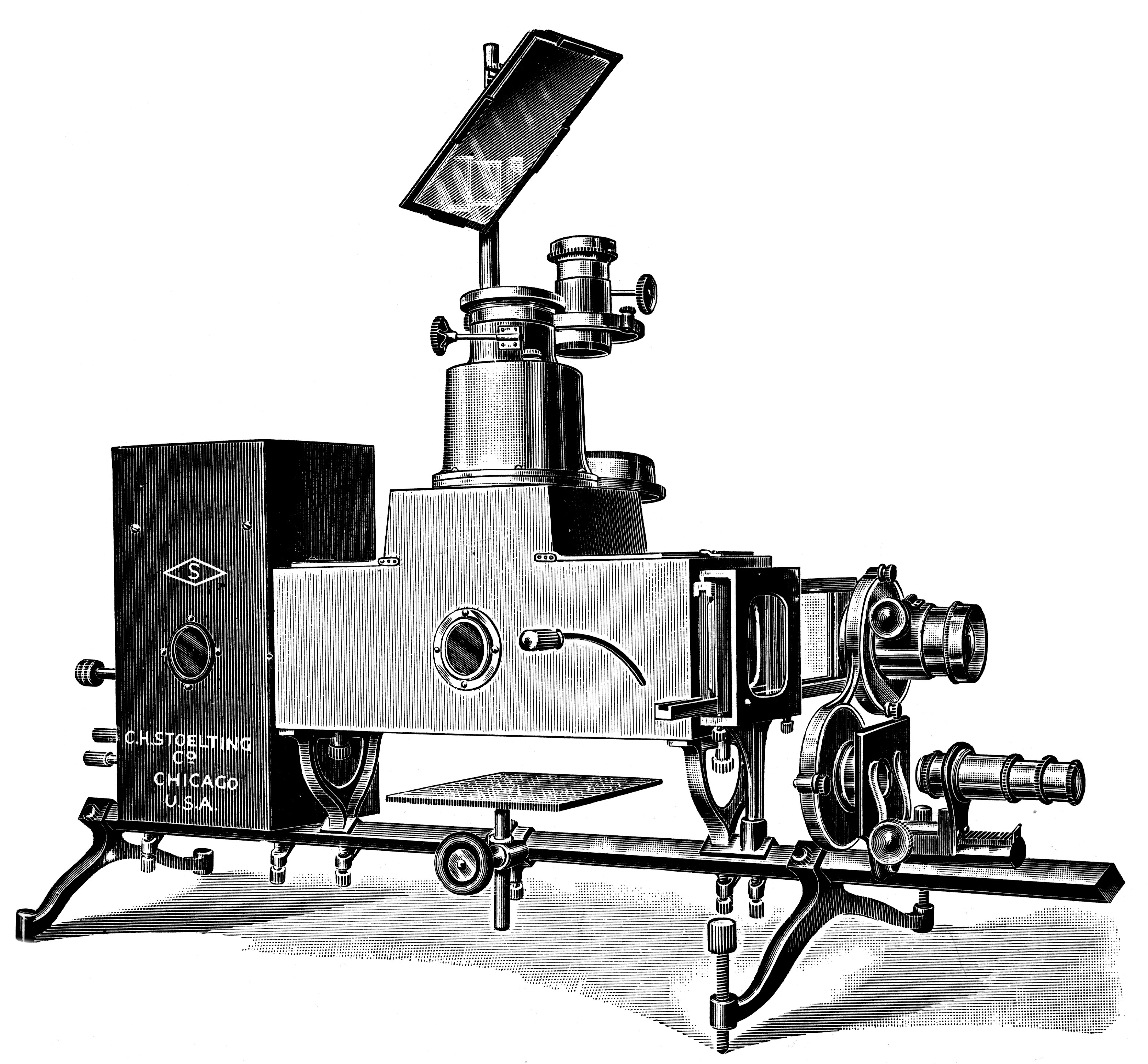
Projectoscope (gravure de 1914).

Le Projectoscope est un projecteur conçu par Thomas Edison et ses collaborateurs en 1897 pour faire face à la concurrence du Mutoscope et du Cinématographe, et remplacer le Vitascope dont il n'avait fait, dans l'urgence, qu'acheter les brevets (du Phantascope de Jenkins et Armat).